# Adam Afzelius
Adam Afzelius (Larv, 8 oktober 1750 - Uppsala, 20 januari 1837) was een Zweeds botanicus.
In 1777 werd Afzelius benoemd als docent oosterse talen aan de Universiteit van Uppsala en in 1785 werd hij assistent van Carl Linnaeus. Vanaf 1792 woonde hij enkele jaren aan de westkust van Afrika en van 1797 tot 1798 was hij secretaris op de Zweedse ambassade in Londen.
Toen hij terugkeerde naar Zweden, keerde hij terug naar zijn leerstoel aan de Universiteit van Uppsala. In 1802 werd hij verkozen tot voorzitter van het 'Zoöfytolithisch Instituut'. In 1812 werd hij hoogleraar in de materia medica.
Hij stierf in 1837 in Uppsala. Behalve verschillende werken over plantkunde, schreef hij ook een biografie over Linnaeus.

## Publicaties
- Genera plantarum guineensium. Uppsala 1804.
- Stirpium in Guinea medicinalium species novae. Uppsala 1818.
- Stirpium in Guinea medicinalium species cognitae. Uppsala 1825.

- Biblioteca Nacional de España: XX1171961
- Bibliothèque nationale de France: cb11888158v (data)
- Author citation (botany): Afzel.
- CiNii: DA05116603
- Gemeinsame Normdatei: 116256559
- International Standard Name Identifier: 0000 0000 8093 3767
- KulturNav: 4d11ed33-9aa7-4069-ba13-7b4e860d6a3b
- Library of Congress Control Number: n87828351
- Nationale Bibliotheek van Tsjechië: ola2002142152
- Nationale Bibliotheek van Israël: 987007272853605171
- Nederlandse Thesaurus van Auteursnamen: 070225710
- Istituto Centrale per il Catalogo Unico: PUVV163557
- LIBRIS: 260202
- SNAC: w6tb4hpd
- Système universitaire de documentation: 026678462
- Museum of New Zealand Te Papa Tongarewa: 51594
- Virtual International Authority File: 14765233
- WorldCat: E39PBJbxHBmRCWfYv4xxtBBQMP